# Cornetí
El cornetí és un instrument musical de vent metall més petit que la corneta que té cinc voltes o tons. Es tracta d'un instrument de perforació lleugerament més cònica que la de la trompeta, un fet que li confereix un so menys brillant.
Va ser creat a França durant el segle xix amb la incorporació de vàlvules (cornet à pistons) a l'antic corn de posta. Actualment, en podem trobar amb tres afinacions diferents: el soprano, en si bemoll, do o la; el piccolo, en mi bemoll o re; i el contralt, en mi bemoll. Es tracta d'un instrument que gairebé ha desaparegut de les orquestres a causa de la perfecció tècnica de les orquestres i avui en dia pràcticament només es fa servir en bandes.